# 愛德華堡 (紐約州村)
愛德華堡（英語：Fort Edwards）是位於美國紐約州華盛頓縣的村。

## 人口
根據2020年美國人口普查的數據，愛德華堡的面積為4.96平方千米，當中陸地面積為4.56平方千米，而水域面積為0.39平方千米。當地共有人口3108人，而人口密度為每平方千米627人。